# Cowley (Gloucestershire)
Pour les articles homonymes, voir Cowley.
Cowley est une paroisse civile et un village du Gloucestershire, en Angleterre.